# U17-es CONCACAF-bajnokság
Az U17-es CONCACAF-bajnokság (angolul: CONCACAF U-17 Championship) egy  a CONCACAF által kiírt labdarúgótorna, a 17 éven aluli labdarúgók számára.
A tornát 1983 óta rendezik meg és egyben selejtező is az U17-es labdarúgó-világbajnokságra.
A jelenlegi címvédő és egyben legsikeresebb válogatott Mexikó csapata 6 győzelemmel.

## Eddigi eredmények
| 1983 Részletek | Trinidad és Tobago  | USA                                | 0 – 0 (5 – 3 (t))                  | Trinidad és Tobago                 | Mexikó                         | 1 – 0                          | Honduras                       |
| 1985 Részletek | Mexikó              | Mexikó                             | döntő csoport                      | Costa Rica                         | Kanada                         | döntő csoport                  | Honduras                       |
| 1987 Részletek | Honduras            | Mexikó                             | döntő csoport                      | USA                                | Costa Rica                     | döntő csoport                  | Honduras                       |
| 1988 Részletek | Kuba                | Kuba                               | döntő csoport                      | USA                                | Kanada                         | döntő csoport                  | Trinidad és Tobago             |
| 1991 Részletek | Trinidad és Tobago  | Mexikó                             | döntő csoport                      | USA                                | Kuba                           | döntő csoport                  | Trinidad és Tobago             |
| 1992 Részletek | Kuba                | USA                                | döntő csoport                      | Mexikó                             | Kanada                         | döntő csoport                  | Kuba                           |
| 1994 Részletek | Salvador            | Costa Rica                         | döntő csoport                      | USA                                | Kanada                         | döntő csoport                  | Mexikó                         |
| 1997 Részletek | Trinidad és Tobago  | Mexikó                             | döntő csoport                      | USA                                | Costa Rica                     | döntő csoport                  | Kanada                         |
| 1999 Részletek | Salvador · Jamaica  | Mexikó Jamaica                     | két csoport                        |                                    | USA                            | 6 – 1 4 – 0                    | El Salvador                    |
| 2001 Részletek | Honduras · USA      | Costa Rica USA                     | két csoport                        |                                    |                                |                                |                                |
| 2003 Részletek | Kanada · Guatemala  | Costa Rica USA                     | két csoport                        |                                    | Mexikó                         | 2 – 0 5 – 0                    | Jamaica                        |
| 2005 Részletek | Costa Rica · Mexikó | USA Mexikó                         | két csoport                        |                                    | Costa Rica                     | 2 – 1 1 – 1                    | Honduras                       |
| 2007 Részletek | Honduras · Jamaica  | Haiti Costa Rica                   | két csoport                        |                                    |                                |                                |                                |
| 2009 Részletek | Mexikó              | Mexikó                             | elmaradt                           | USA                                | Honduras                       | elmaradt                       | Costa Rica                     |
| 2011 Részletek | Jamaica             | USA                                | 3 – 0 (h.u.)                       | Kanada                             | Panama                         | 1 – 0                          | Jamaica                        |
| 2013 Részletek | Panama              | Mexikó                             | 2 – 1                              | Panama                             | Kanada                         | 2 – 2 (4 – 2 (t))              | Honduras                       |
| 2015 Részletek | Honduras            | Mexikó                             | 3 – 0                              | Honduras                           | Costa Rica és Egyesült Államok | Costa Rica és Egyesült Államok | Costa Rica és Egyesült Államok |
| 2017 Részletek | Panama              | Mexikó                             | 1 – 1 (5 – 4 (t))                  | USA                                | Honduras és Costa Rica         | Honduras és Costa Rica         | Honduras és Costa Rica         |
| 2019 Részletek | USA                 | Mexikó                             | 2 – 1 (h.u.)                       | USA                                | Kanada és Haiti                | Kanada és Haiti                | Kanada és Haiti                |
| 2020 Részletek | Panama              | Törölték a Covid19-pandémia miatt. | Törölték a Covid19-pandémia miatt. | Törölték a Covid19-pandémia miatt. |                                |                                |                                |
| 2023 Részletek | Guatemala           | Mexikó                             | 3 – 1                              | USA                                | Kanada és Panama               | Kanada és Panama               | Kanada és Panama               |

## Győzelmek száma országonként
| Ország             | Bajnok                                                   | 2. hely                                            |
| ------------------ | -------------------------------------------------------- | -------------------------------------------------- |
| Mexikó             | 9 (1985, 1987, 1991, 1996, 2013, 2015, 2017, 2019, 2023) | 1 (1992)                                           |
| USA                | 3 (1983, 1992, 2011)                                     | 8 (1987, 1988, 1991, 1994, 1996, 2017, 2019, 2023) |
| Costa Rica         | 1 (1994)                                                 | 1 (1985)                                           |
| Kuba               | 1 (1988)                                                 |                                                    |
| Trinidad és Tobago |                                                          | 1 (1983)                                           |
| Kanada             |                                                          | 1 (2011)                                           |
| Panama             |                                                          | 1 (2013)                                           |
| Honduras           |                                                          | 1 (2015)                                           |

## U17-es vb részvételek
Részvételek az U17-es labdarúgó-világbajnokságon országonként.
| Ország             | #  | U17-es vb részvételek                                                                                            |
| ------------------ | -- | --- |
| USA                | 19 | 1985, 1987, 1989, 1991, 1993, 1995, 1997, 1999, 2001, 2003, 2005, 2007, 2009, 2011, 2013, 2015, 2017, 2019, 2023 |
| Mexikó             | 15 | 1985, 1987, 1991, 1993, 1997, 1999, 2003, 2005, 2007, 2009, 2011, 2013, 2015, 2017, 2019, 2023                   |
| Costa Rica         | 10 | 1985, 1995, 1997, 2001, 2003, 2005, 2007, 2009, 2015, 2017                                                       |
| Kanada             | 8  | 1987, 1989, 1993, 1995, 2011, 2013, 2019, 2023                                                                   |
| Honduras           | 5  | 2007, 2009, 2013, 2015, 2017                                                                                     |
| Jamaica            | 3  | 1999, 2011, 2023                                                                                                 |
| Kuba               | 2  | 1989, 1991 |
| Haiti              | 2  | 2007, 2019 |
| Trinidad és Tobago | 2  | 2001, 2007 |
| Panama             | 2  | 2011, 2013 |